# Horno solar de Odeillo
El horno solar de Odeillo es un centro francés de investigaciones sobre energía solar, dependiente del Centre national de la recherche scientifique (CNRS). Está situado en la comuna de Font-Romeu-Odeillo-Via, en el departamento de los Pirineos Orientales, al sur del país. 
El horno solar de Odeillo es, junto al horno solar de Uzbekistán, uno de los dos mayores hornos solares del mundo, con una potencia térmica de 1000 kW. Debe su renombre mundial a su especialización en investigación de la concentración de la radiación solar y del comportamiento de los materiales sometidos a condiciones extremas de temperatura.

## Situación
Símbolo internacional de la energía solar en Francia, fue elegido este lugar de emplazamiento fundamentalmente debido a dos motivos: 
- La duración y la calidad de su insolación en luz directa (más de 3000 h/año).
- La pureza de su atmósfera poco sometida a contaminación.

Se encuentra próximo al así mismo horno solar de Mont-Louis y a la central solar experimental Thémis de Targassonne.

## Funcionamiento

Esquema de un horno solar.

El horno funciona mediante el principio físico de la concentración de los rayos por espejos. Una primera serie de filas de espejos, orientables y situados sobre una ligera cuesta, recoge los rayos solares y los transmite hacia una segunda serie de espejos "concentradores" que forman la enorme parábola en el edificio principal. Los rayos convergen a continuación hacia la zona superior del edificio central que los concentra sobre un objetivo («target» o «diana»), una superficie circular de 40 cm de diámetro. Esto equivale a concentrar la energía de "10 000 soles".

## Ventajas

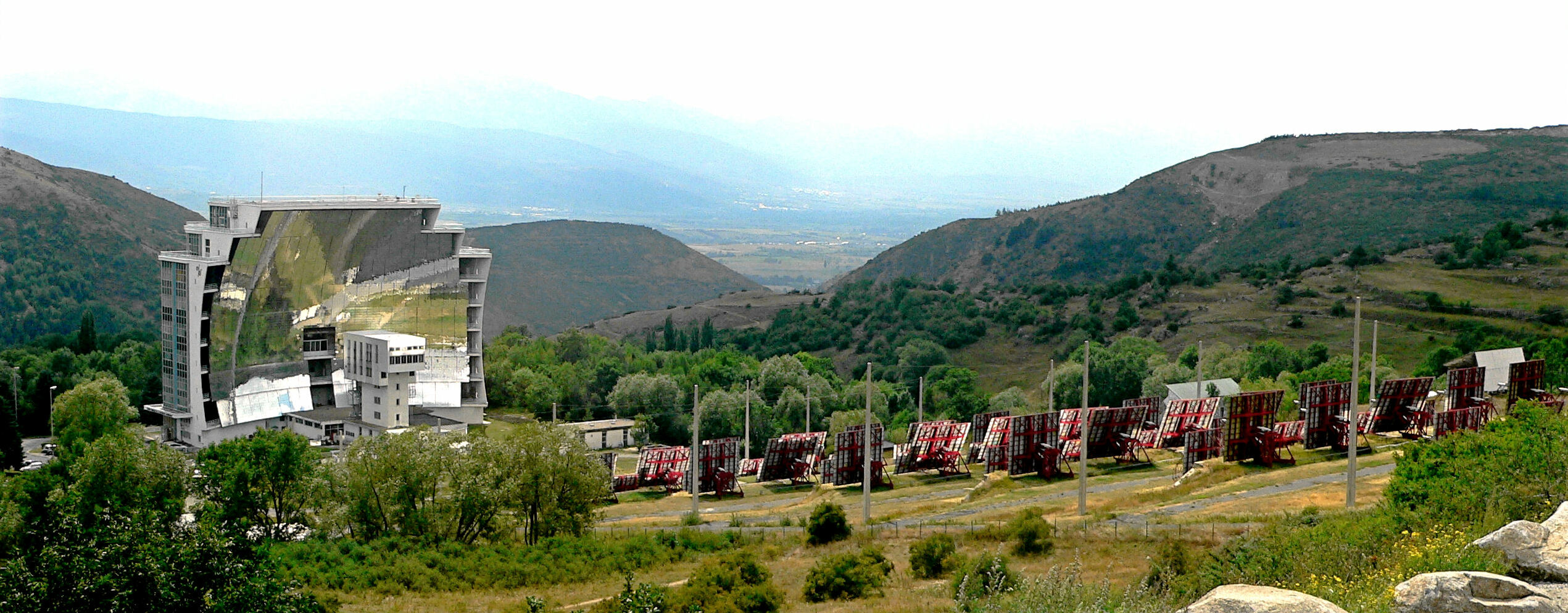
El horno solar.

- Se obtienen rápidamente temperaturas considerables (más de 3000 °C).
- La energía es gratuita.
- Permite originar artificialmente bruscos cambios de temperatura y en consecuencia estudiar el efecto de los choques térmicos.
- No hay casi ningún elemento que contamine ya que solamente el objeto o material a estudiar es calentado y por una radiación solar.

## Utilización

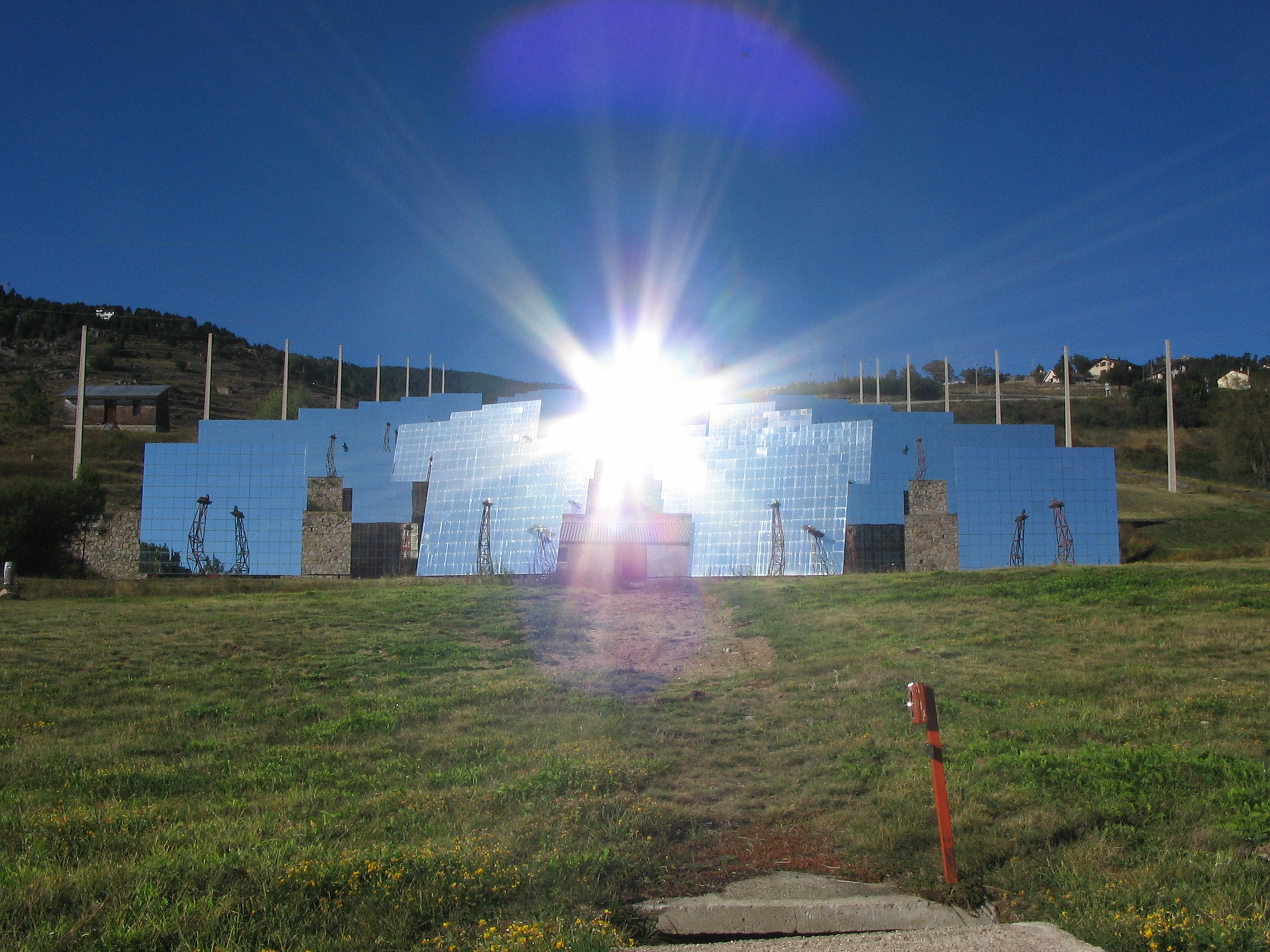
Primera serie de filas de espejos.

El horno solar de Odeillo es un laboratorio de investigación del CNRS conjuntamente con la universidad de Perpiñán especializado en estudios térmicos a alta temperatura, los sistemas termoportadores, la conversión de la energía, el comportamiento de los materiales a alta temperatura en medio ambiente extremo, permitiendo además hacer experimentos en un ambiente con condiciones de gran pureza química.
Los ámbitos de investigaciones se extienden también a las industrias aeronáuticas, aeroespaciales, entre varias, comprobando materiales que puedan estar sometidos a radiaciones solares más intensas al cruzar las diferentes capas atmosféricas e incluso en condiciones espaciales.

## Hornos solares caseros
El horno solar de Odeillo es uno de los más grandes del mundo y organiza, a menudo con asociaciones locales, talleres de fabricación de cocinas solares y hornos solares caseros.

## Historia

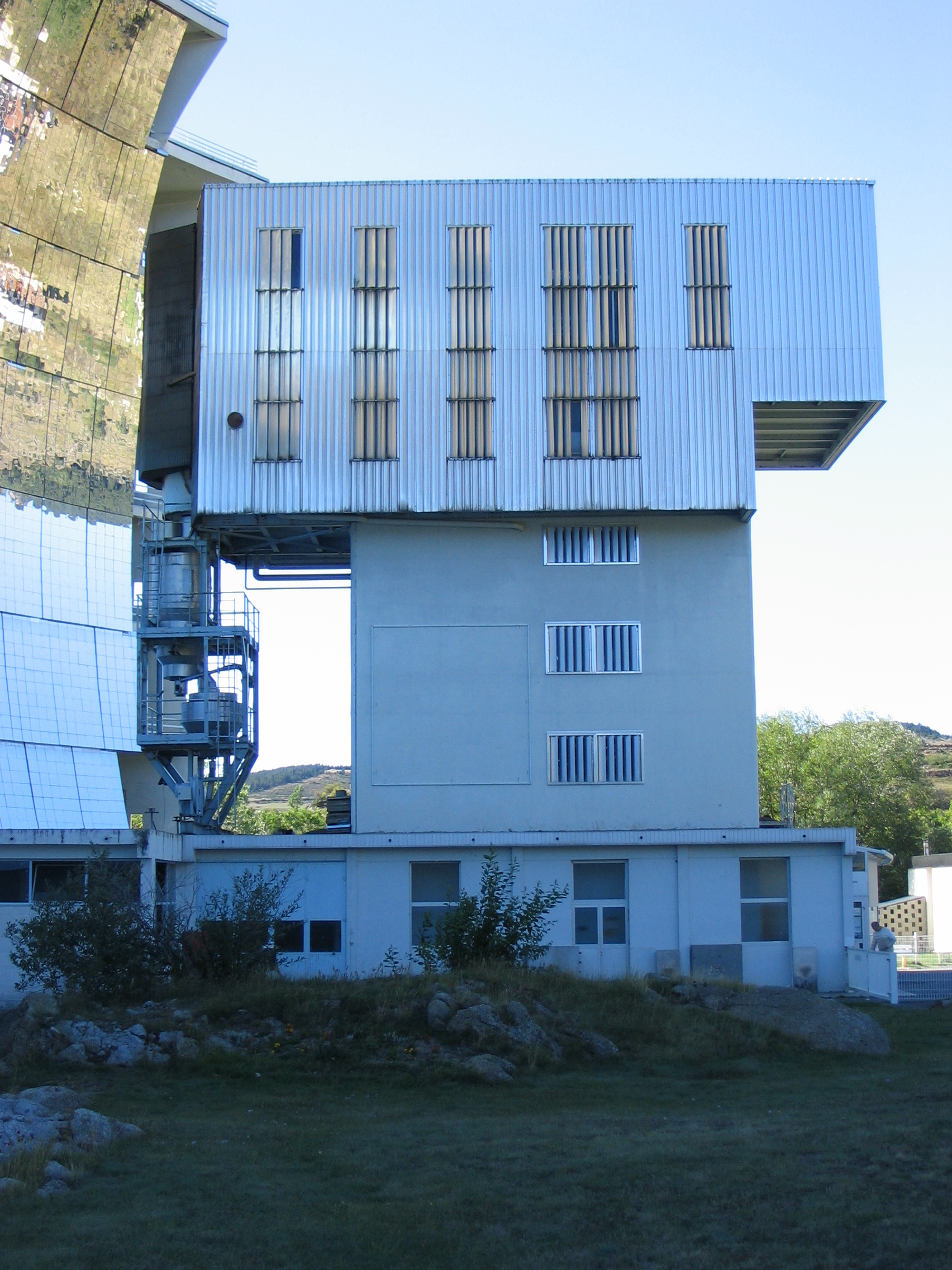
Torre del laboratorio.

El físico francés Félix Trombe y su equipo realizaron en Meudon, en 1946, una primera experiencia con ayuda de un espejo de Defensa antiaérea para mostrar la posibilidad de alcanzar altas temperaturas muy rápidamente y en un medio ambiente muy puro, gracias a la luz solar muy concentrada. El objetivo consistía fundir minerales y poder extraer así materiales muy puros para hacerlos con una fuente de calor muy potente.
Para probar las distintas posibilidades, se construyó un primer horno solar en Mont-Louis en 1949. Algunos años después, partiendo del modelo de este horno solar teniendo en cuenta los resultados obtenidos, se construyó el horno solar de tamaño casi industrial en Odeillo. Los trabajos de la construcción del Gran Horno Solar de Odeillo duraron 6 años, de 1962 a 1968, poniéndose en funcionamiento definitivamente en 1970.
Contando con el apoyo de diversos partidarios de la energía solar, y tras la primera crisis mundial del petróleo de 1973, los investigadores del horno solar de Odeillo orientaron aún más sus trabajos hacia la conversión de la energía solar en electricidad. Estos trabajos participaron en el estudio y viabilidad de una central solar térmica que finalizaron con la construcción de la central THEMIS, que funcionó de 1982 a 1986.
El cierre de THEMIS significó el fin de las investigaciones sobre la conversión de la energía solar en electricidad. El laboratorio del Gran Horno Solar de Odeillo centró entonces su actividad sobre el estudio de los materiales y la puesta a punto métodos industriales, pasando a denominarse Institut des Matériaux et Procédés (Instituto de los Materiales y Métodos —IMP—). 
Al reaparecer de nuevo las preocupaciones energéticas y medioambientales mundiales, el laboratorio se implica de nuevo en la búsqueda de soluciones relativa a la energía y el medio ambiente sin rechazar sus únicas competencias en el ámbito de los materiales y métodos. Procédés Matériaux et Énergie Solaire, PROMES, (Métodos Materiales y Energía Solar), es el nombre actual, investigando sobre materiales, sobre distintos sistemas de producción de electricidad, varios métodos de extracción de hidrógeno por vía solar y sobre distintos métodos de recuperaciones de residuos (incluido radioactivos).

## Centro de información para el público "HELIODYSSEE"
Desde 1990 el CNRS propone un centro de información abierto al público, titulado "Exposición del Gran Horno Solar de Odeillo", este lugar se convierte a finales de 2006 en el "HELIODYSSEE", realizando diversas explicaciones y demostraciones sobre la energía solar y sus derivados (otras formas de energías renovables, las utilizaciones en el hábitat) y los trabajos de los investigadores del CNRS sobre la energía, el medio ambiente, los materiales para el espacio exterior aeroespaciales, materiales del futuro, las características de la luz, el efecto invernadero, etc.